# Nepenthes rhombicaulis
Nepenthes rhombicaulis este o specie de plante carnivore din genul Nepenthes, familia Nepenthaceae, ordinul Caryophyllales, descrisă de Sh. Kurata. Conform Catalogue of Life specia Nepenthes rhombicaulis nu are subspecii cunoscute.

## Galerie de imagini

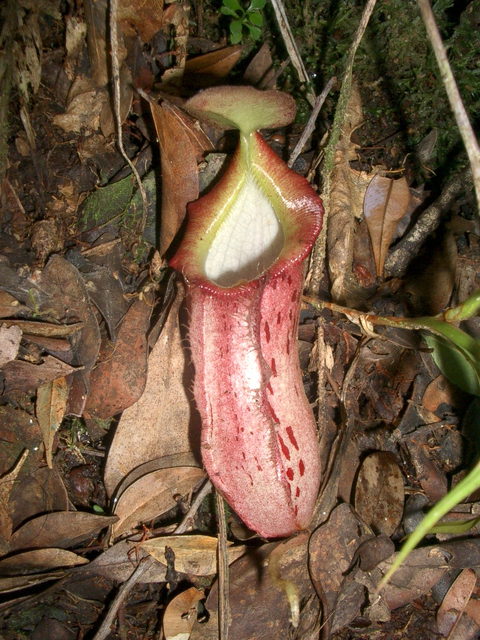
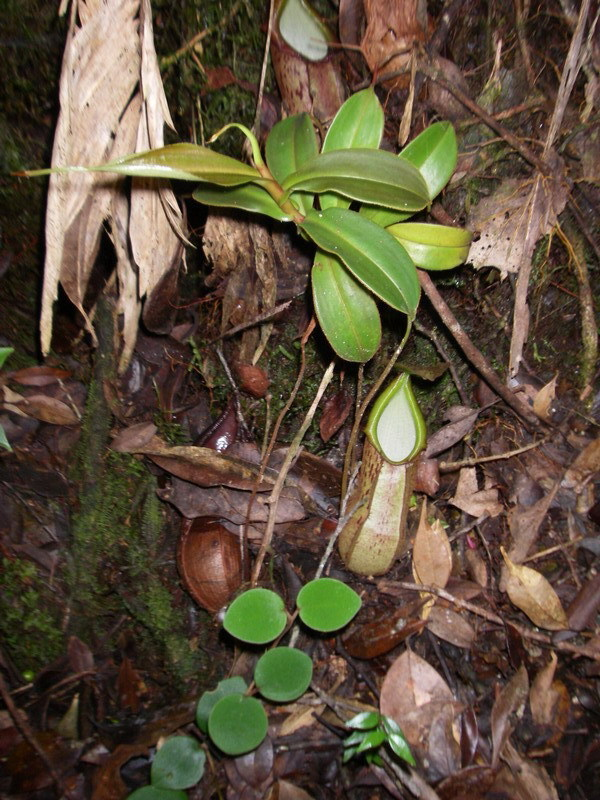
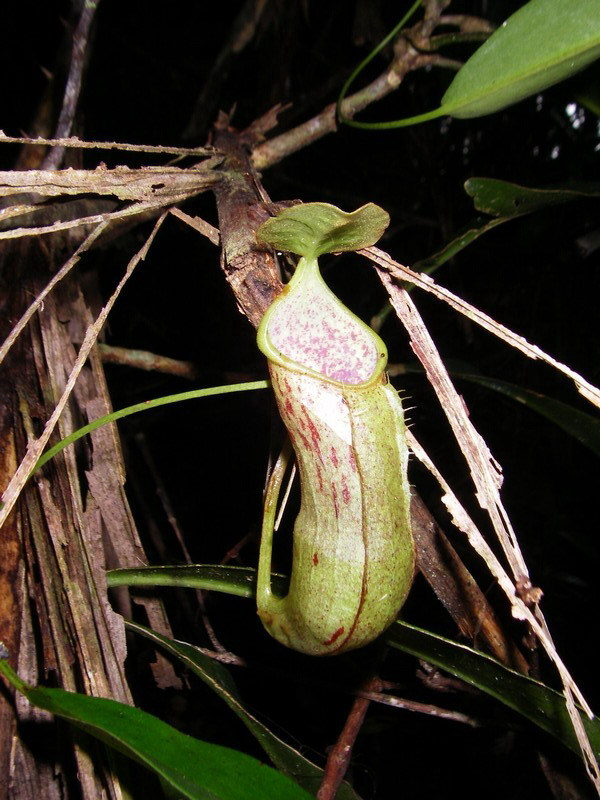
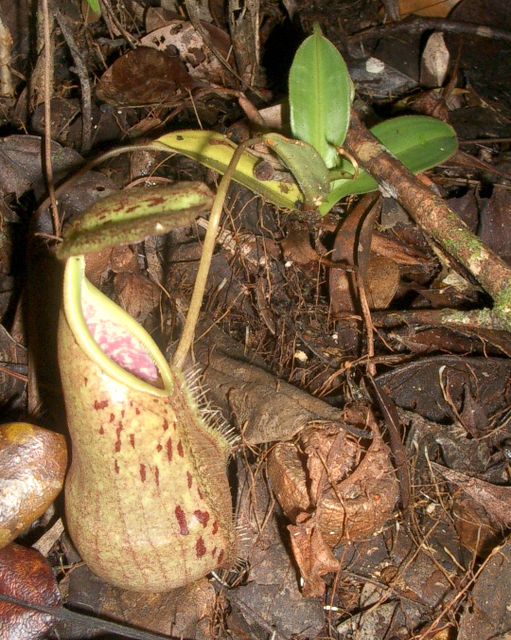
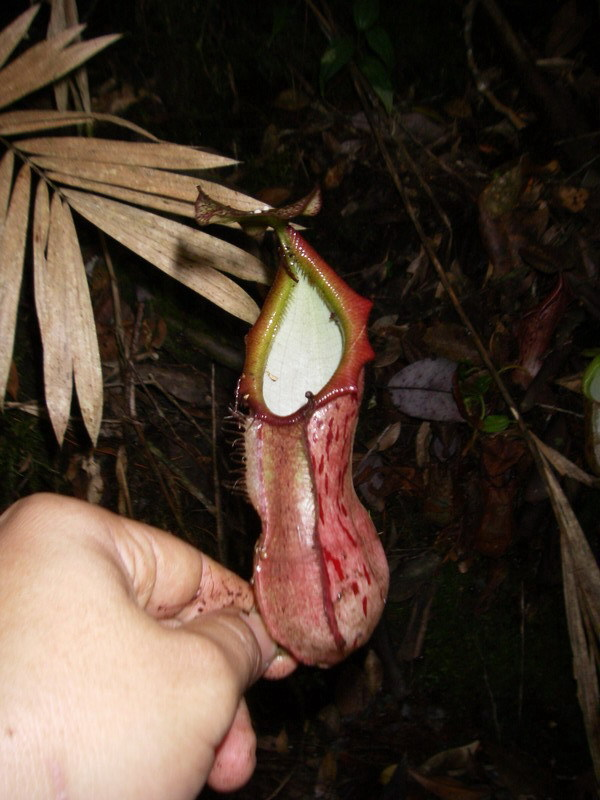
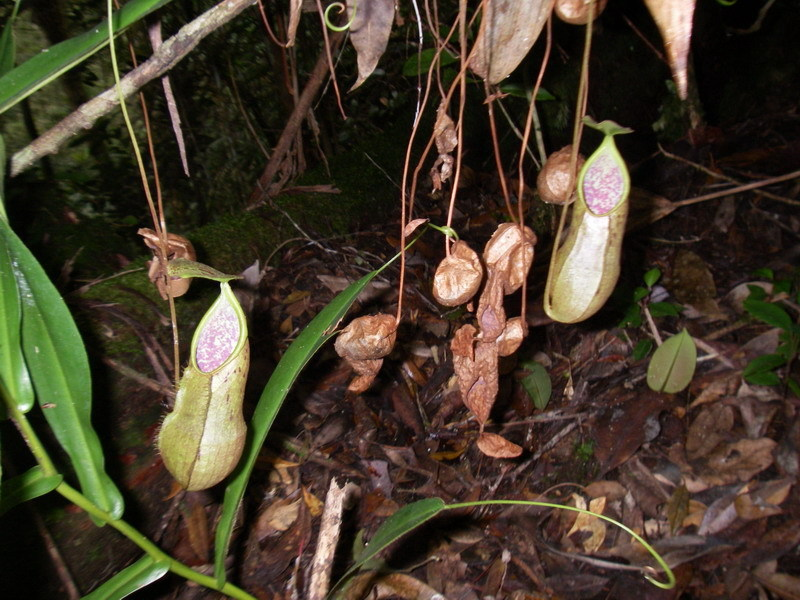